# Municipio de Wiconisco
El municipio de Wiconisco (en inglés: Wiconisco Township) es un municipio ubicado en el condado de Dauphin en el estado estadounidense de Pensilvania. En el año 2000 tenía una población de 1.168 habitantes y una densidad poblacional de 44.7 personas por km².

## Geografía
El municipio de Wiconisco se encuentra ubicado en las coordenadas 40°34′00″N 76°41′59″O / 40.56667, -76.69972.

## Demografía
Según la Oficina del Censo en 2000 los ingresos medios por hogar en la localidad eran de $33,654 y los ingresos medios por familia eran de $38,182. Los hombres tenían unos ingresos medios de $31,333 frente a los $21,394 para las mujeres. La renta per cápita de la localidad era de $15,268. Alrededor del 9,5% de la población estaba por debajo del umbral de pobreza.